# Interna ideo
La interna ideo de Esperanto, ofta bara interna ideo, är esperantos inre idé, att på neutral och gemensam språklig grund skapa ett samhälle med broar i stället för murar mellan människor. Idén antogs av den internationella esperantokongressen i Kraków 1912.